# Cis taiwanus
Cis taiwanus es una especie de coleóptero de la familia Ciidae.

## Distribución geográfica
Habita en Japón y Taiwán.